# Іра Лоско
Іра Лоско (англ. Ira Losco; нар. 31 липня 1981) — мальтійська співачка. Представниця Мальти на Євробаченні-2002 та Євробаченні-2016.

## Біографія

### Перші роки і початок кар'єри
Іра Лоско народилася 31 липня 1981 року у Слімі. Вже з дитинства Іра зацікавилася музикою, виступаючи на різних заходах шкіл, в яких вчилася. З 1997 по 2002 рік вона виступає у складі гурту Tiara, який в 2001 році випустив свій єдиний альбом «Hi-Infidelity». З 1999 року Іра починає свою сольну кар'єру. Вже цього року вона отримує нагороду як найбільш багатообіцяючий артист Мальти.
2000 року співачка бере участь у мальтійському відборі на Євробачення 2000 з піснями «Shine» і «Falling in Love», які досягають шостого і сьомого місця відповідно.
Наступного року Іра виконає на національному відборі Мальти вже чотири пісні: «We'll Ride the Wind» (11 місце), «Deep Inside My Heart» (8 місце), «Don't Give Up» (4 місце) і «Spellbound» (2 місце). У червні цього року вона співає свою пісню «Spellbound» на міжнародному фестивалі у Сербії і досягає 10 місця серед 43 учасників.

### Євробачення-2002
2002 року Лоско нарешті здобуває перемогу на відборі Мальти з піснею «Seventh Wonder» і їде представляти свою країну на Пісенному конкурсі Євробачення 2002 в Таллінн, Естонія. На Євробаченні Іра посідає друге місце — це найкращий результат Мальти за усю історію участі цієї країни на Євробаченні (тільки К'яра Сіракуса змогла повторити цей успіх, досягнувши у 2005 році також другого місця). Для перемоги Ірі бракувало лише дванадцяти балів.

### 2003—2014 роки
У 2003 році співачка виконала пісню «Reaching Higher», яка стала гімном Ігор Малих Держав Європи 2003 року. У 2004 році Іра випустила свій перший альбом «Someone Else», який отримав міжнародний успіх. У 2005 році вона випустила свій другий альбом «Accident Prone», а в 2008 — третій «Fortune Teller». Останній на поточний момент студійний альбом співачки, «The Fire», був випущений 2014 і став найбільш фінансово успішним за всю її кар'єру. «The Fire» здобув багато міжнародних нагород і довгий час лідирував у мальтійському сегменті iTunes.

### Євробачення-2016
2016 року Лоско знову бере участь на національному відборі Мальти на Євробачення. У півфіналі вона виконує дві пісні: «Chameleon» і «That's Why I Love You», але тільки перша змогла пройти у фінал. У фіналі національного відбору, який відбувся 23 січня 2016 року, Іра Лоско перемагає з піснею «Chameleon», що надає їй право знову представляти Мальту на Євробаченні 2016 у Стокгольмі, Швеція. В інтерв'ю після перемоги співачка сказала, що, можливо, її конкурсна пісня буде замінена на іншу. 17 березня 2016 року вийшла нова конкурсна пісня Іри Лоско на Євробаченні 2016 — «Walk on Water».